# Heřmanice, Liberec
Heřmanice là một làng thuộc huyện Liberec, vùng Liberecký, Cộng hòa Séc.